# Innocenzo Cybo
Innocenzo Cybo o Cibo (Florencia, 25 de agosto de 1491 - Roma, 13 de abril de 1550) fue un eclesiástico y político italiano, arzobispo de Génova, cardenal y regente de Florencia. 

## Biografía

### Familia

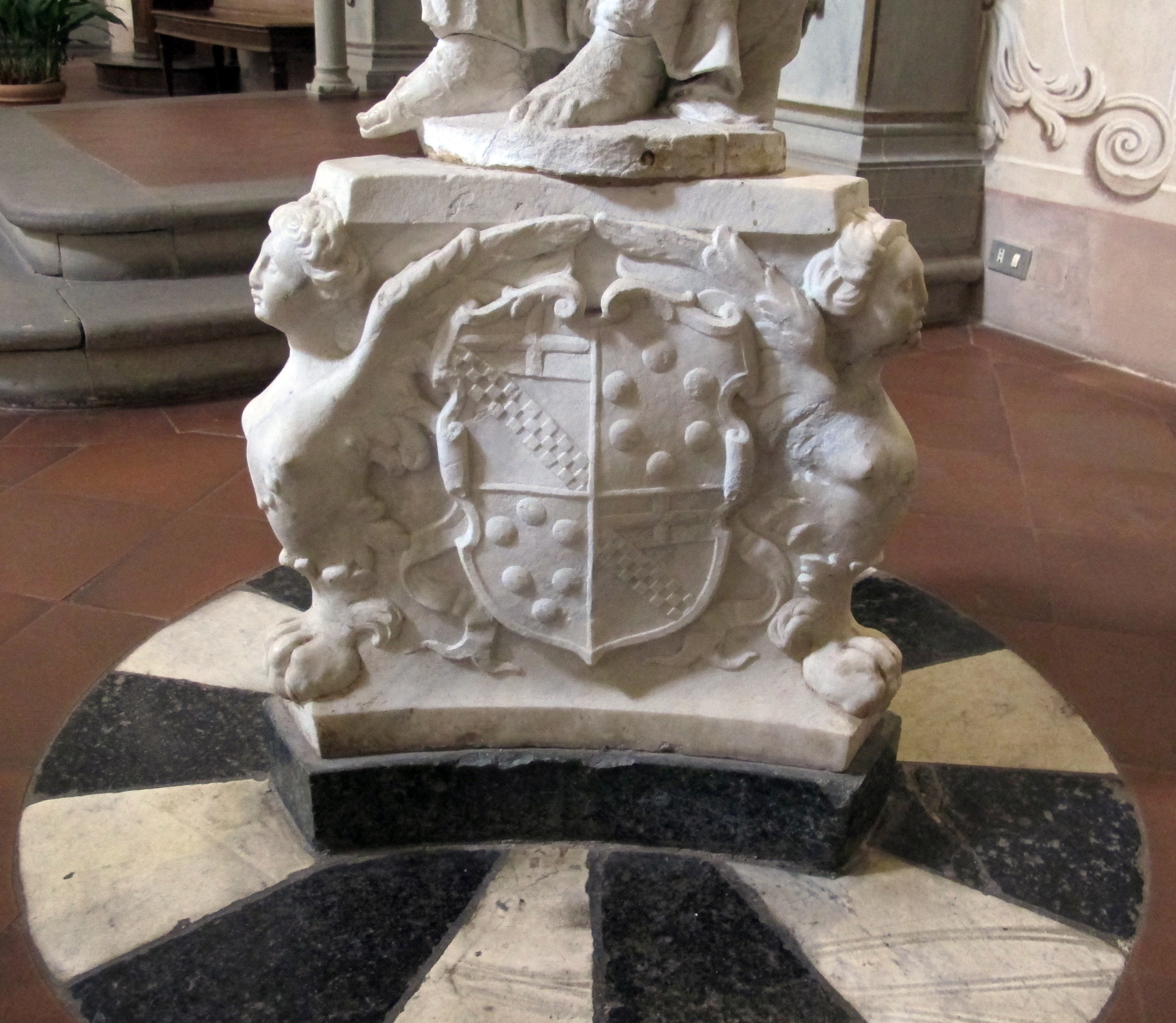
Escudo de los Cybo-Médici: Cuartelado, 1º y 4º, de gules, a la banda de escaques, de azur y plata, de tres filas, al jefe de plata, cargado de una cruz de gules; 2º y 3º, de oro, a seis roeles de gules.

Innocenzo Cybo nació en 1491 en la villa La Loggia de Florencia en el seno de una familia noble. Sin contar las genealogías ficticias que databan el origen familiar en la Antigua Grecia,
el primer Cybo del que hay constancia había sido su bisabuelo Arano Cybo, que fue regente de Nápoles durante el reinado de Renato de Anjou y siguió siguiéndolo tras la toma del reino por Alfonso V de Aragón hasta acabar sus días como senador en Roma. 
Hijo de éste había sido su abuelo Giovanni Battista Cybo, que antes de tomar el estado eclesiástico había llevado una vida disipada en la corte napolitana, fruto de la cual habían nacido a mediados del siglo XV su padre Francheschetto y su tía Teodorina.
Cuando en 1482 el abuelo fue elegido papa, se encargó de concertar para Francheschetto una buena boda dentro de las mejores familias italianas: en 1487 le casó con Maddalena, hija del gobernador de Florencia Lorenzo el Magnífico, de la noble familia de los Médici, y de Clarice Orsini, de la no menos ilustre Casa de Orsini. 
La pareja tuvo seis hijos, sin contar otros dos que murieron en la infancia: Innocenzo, de quien venimos hablando; Eleonora, que tomó el nombre de sor Geronima al entrar como monja benedictina; Lorenzo (1500), que fue conde de Ferentillo; Caterina (1501), que casó con el duque de Camerino Giovanni Maria da Varano; Ippolita (1503), que casó con el conde de Caiazzo Roberto Sanseverino; y Giovanni Battista (1508), que sería obispo de Marsella.

### Primeros años
A pesar de tan ilustre alcurnia, las cosas no fueron bien para la familia durante los primeros años: tras la muerte del abuelo Inocencio VIII en 1492 y el ascenso al pontificado de Alejandro VI, los Cybo se alejaron de Roma, demasiado cercanos a los Médici y a los Orsini como para esperar favores de los Borgia. El mismo año moría también su protector Lorenzo de Médici, y su hijo y sucesor Piero, que ya de por sí no se mostraba muy acogedor con ellos, se veía obligado al exilio dos años después cuando los florentinos se le rebelaron por haber hecho concesiones a Carlos VIII de Francia, que había metido sus tropas en Italia buscando conquistar Nápoles. El cabeza de familia Franceschetto, escaso de ingenio, codicioso, derrochador y aficionado al juego,

 se mostraba incapaz de sacar adelante a la familia como correspondía a su dignidad. 
Durante los años siguientes residieron en Toscana y Liguria manteniéndose con la hospitalidad de sus parientes, con la dote de Maddalena y con la venta de algunas de las posesiones adquiridas en vida del papa, entre ellas el condado de Anguillara, hasta que en 1503, tras la muerte del papa Borgia y el breve pontificado de Pío III, la familia regresó a Roma acogiéndose al amparo de Julio II, que había tenido gran amistad con Inocencio VIII. Encaminado a la carrera eclesiástica, en 1505 Innocenzo fue nombrado abad comendatario de San Paolo a Ripa d'Arno. 

### Nepote de León X

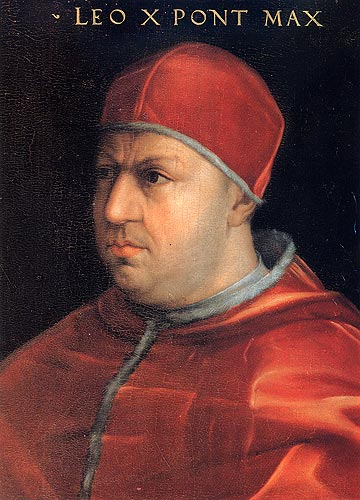
León X.

En marzo de 1513 su tío Giovanni era elegido papa como León X, y siguiendo el nepotismo acostumbrado en la época, sus parientes y amigos comenzaron a disfrutar de una etapa de prosperidad bajo su amparo. 
Ese mismo mes Innocenzo era nombrado protonotario apostólico, y en el consistorio de septiembre, con tan sólo 22 años, fue creado cardenal con título de S. Cosme y S. Damián, que en 1517 cambió por el de S. Maria in Domnica. En el momento de entregarle el capelo, León X dejó patente su relación familiar manifestando «Quod ab Innocentio accepi, Innocentio restituo» (Lo que recibí de Inocencio, a Inocencio le restituyo), haciendo referencia al cardenalato que había recibido de Inocencio VIII.
| Su capacidad es excelente, sus costumbres irreprochables, y sus dotes naturales están adornadas con su competencia y estudios literarios; nadie puede ser más adecuado, virtuoso o comprometido. —León X a Fernando de Aragón. |

Los beneficios eclesiásticos se fueron acumulando: obispo de Saint Andrews en Escocia (1513-14), administrador de Marsella (1517-30), de Turín (1516-17 y 1520-48), que mantuvo casi toda su vida hasta cederlo al sobrino Cesare Cibo Usodimare, de Aleria en Córcega (1518-20), de Ventimiglia (1519), que cedió al otro sobrino Filippo Cibo Usodimare, abad comendatario de San Saba de Roma y de San Siro de Génova. 
Arzobispo de Génova desde 1520, tuvo también durante un breve periodo el cargo de Camarlengo de la Iglesia católica, que tras la muerte de Rafael Riario le fue concedido por el papa en compensación por los 35.000 ducados que Cybo le prestara para la guerra de Parma y Piacenza, y que de mala gana revendió a Francesco Armellini por el doble, instado por León X.
Todos estos cargos no fueron sin embargo más que una fuente de ingresos, concedidos basándose en su parentesco con el papa. Durante la década de 1510 los Estados Pontificios, España, el Sacro Imperio, Inglaterra, Escocia, Suiza, Milán, Florencia y por extensión todos los pequeños estados de la península italiana se veían inmersos en la Guerra de la Liga de Cambrai, mientras los turcos de Barbarroja pirateaban por el Mediterráneo por cuenta del sultán Suleiman Kanuni; Martín Lutero hacía públicas 95 tesis con las que comenzaba la reforma protestante, se celebraba el Concilio de Letrán V y los cardenales Petrucci, Sauli, Riario, Castellesi y Soderini conspiraban contra la vida del papa, pero Innocenzo, sin ninguna participación relevante en las decisiones políticas o eclesiásticas de la Santa Sede, disfrutaba de la caza, el teatro, el lujo, los viajes de placer, las fiestas y las diversiones mundanas a que tan aficionado era el pontífice. 
En 1519 murieron sus padres en el transcurso de unos pocos meses, dejándole al frente de la familia. 

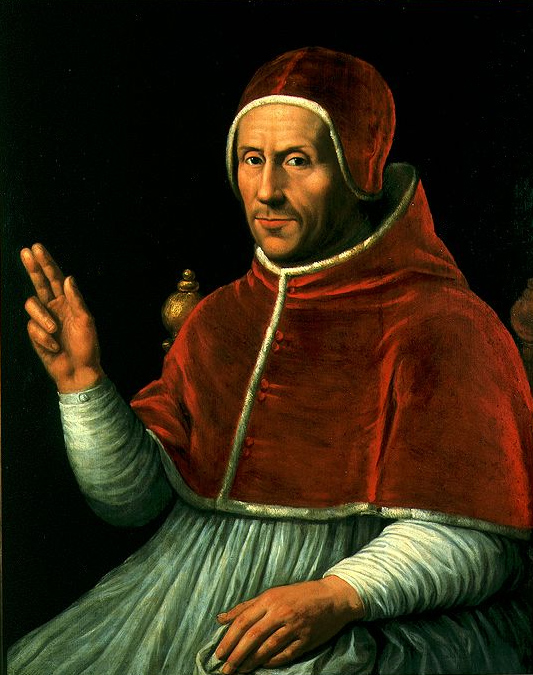
Adriano VI.

### Adriano VI
La muerte de León X en diciembre de 1521 vino a cambiar el estado de las cosas. En el cónclave de 1521-22 se disputaron el pontificado los cardenales Giulio de Médici, Alejandro Farnese y Thomas Wolsey; el propio Cybo, que se encontraba enfermo, recibió cierto número de votos que para animarle le otorgaron algunos cardenales, siguiendo una broma propuesta por Franciotto Orsini, pero finalmente salió elegido Adriano de Utrecht, que austero, circunspecto y ajeno a las diversiones, resultó ser la antítesis de su antecesor. A mediados de 1522 llegó de España, donde oficiaba como regente de Castilla durante las ausencias del rey Carlos I. 
Por esas mismas fechas fue asesinado Sigismondo Varano cuando se dirigía desde Roma a Viterbo para disputarle el ducado de Camerino a su tío Giovanni Maria Varano, que era cuñado del cardenal Cybo, y a instancias de Francesco Maria della Rovere, pariente del difunto, el papa inició un proceso contra el duque y contra Innocenzo, que aparentemente era cómplice del crimen; éste salió de Roma en dirección a Lunigiana, tierras propiedad de su hermano Lorenzo, y allí se quedó ignorando repetidamente las citaciones del papa a comparecer en su presencia. El caso perdió relevancia con la muerte de Adriano en 1523, y quedó definitivamente cerrado cuando tres años más tarde el siguiente papa absolvió a todos los imputados.

### Clemente VII

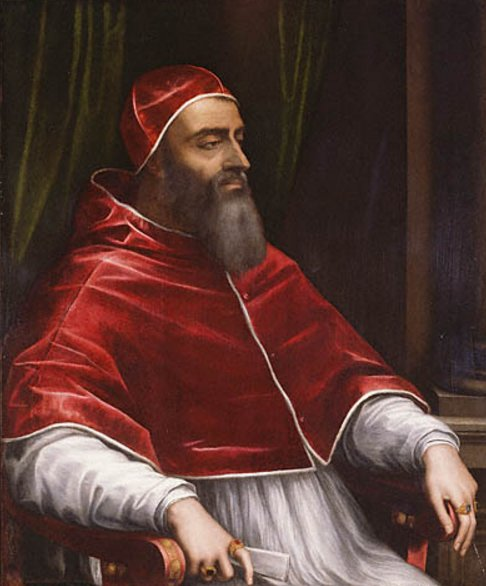
Clemente VII.

De regreso en Roma, Innocenzo participó en el cónclave de 1523 en el que venciendo las aspiraciones de Pompeo Colonna fue elegido papa su tío segundo Giulio de Médici, que tomó el nombre de Clemente VII. La prosperidad volvía a la familia: Innocenzo fue nombrado abad de Tre Fontane, administrador de Mariana en Córcega, de Savona y legado apostólico en Bolonia y la Romaña, mientras su hermano Lorenzo era comandante general de los Estados Pontificios.
Los tiempos seguían revueltos: Martín Lutero lideraba la reforma protestante en el Sacro Imperio Romano Germánico, la Guerra Italiana de 1521-1526 que enfrentaba a Francia y Venecia contra España y el Imperio se extendía por Italia, los otomanos sacaban ventaja de esta desunión para amenazar el Mediterráneo, y Clemente VII hacía equilibrios diplomáticos para no enemistarse con Carlos V ni con Francisco I, quien era derrotado y hecho preso en 1525 en la batalla de Pavía. 

Italia a principios del

El mismo año Innocenzo obtuvo la administración de Volturara, que cedió poco después, y al siguiente hizo acto de presencia en Bolonia, aunque durante todo el tiempo que se desempeñó como legado del papa en la ciudad, sus estancias aquí fueron más breves que sus ausencias, pasando la mayor parte del tiempo en su residencia de descanso en Lunigiana y en Bagni di Lucca, y gestionando las responsabilidades del cargo mediante vicelegados: al principio el obispo de Pola Altobello Averoldi, y después el de Fano Goro Gheri. Las repetidas instancias que hizo al papa para que le relevase del puesto fueron infructuosas.
En mayo de 1526 se formaba la Liga de Cognac entre Francia, los Estados Pontificios, Venecia, Florencia y Milán para poner freno a la expansión del Sacro Imperio. El año siguiente las fuerzas imperiales de Georg von Frundsberg y las españolas de Carlos III de Borbón entraban en Italia, y pasando de largo frente a Bolonia avanzaban hacia Roma, la saqueaban y asediaban al papa Clemente y a gran parte del colegio cardenalicio en el castillo Sant'Angelo, mientras toda Italia se alborotaba: Odet de Cominges y Pedro Navarro comandaban el ejército francés en su ayuda hasta sitiar Nápoles y caían víctimas de la peste, Sigismondo Malatesta entraba en Rímini, Venecia ocupaba Rávena y Cervia, el duque de Ferrara tomaba Módena y Reggio, y los Bentivoglio y los Malvezzi amenazaban entrar en Bolonia.
A finales de 1527 el papa y sus cardenales conseguían salir de Roma tras plegarse a todas las condiciones impuestas por el emperador Carlos; el genovés Andrea Doria cambiaba de bando para unirse a los imperiales, en 1529 los franceses eran derrotados en Landriano, y el césar firmaba la paz con el papa en el tratado de Barcelona y con Francisco I en la paz de Cambrai.
Innocenzo se encontraba nuevamente en Bolonia cuando a finales de 1529 se entrevistaron aquí el emperador Carlos, el papa Clemente, el duque de Milán Francesco Sforza, y el embajador veneciano Gaspar Contarini para firmar los acuerdos de paz, y cuando en febrero siguiente se celebró la ceremonia de coronación del emperador, en la que Cybo tuvo un papel protagonista como legado papal en la ciudad.
| No es persona de grandes negocios ni de alto espíritu, sino más inclinado a los placeres mundanos y a cualquier lascivia. Tiene 22.000 ducados de rentas, y el papa no se sirve de su consejo en asuntos de estado, si no es para lo de Bolonia. —Antonio Soriano, embajador veneciano (1531). |

De regreso en Lucca, era testigo de cómo Florencia se rendía y Alejandro de Médici volvía a ser su gobernador. A finales del año 1530 regresaba a Roma. 
En marzo de 1531 obtuvo la administración de Mariana en Córcega, que cedió en diciembre a su sobrino Cesare Cybo Usodimare. 
En 1532 Alessandro de' Medici había sido investido duque de Florencia, y en sus ausencias Innocenzo tuvo la regencia de la ciudad durante varios meses; en esta época ocurrió su enemistad con Filippo Strozzi y la fallida tentativa de boda de Cósimo de Médici con una sobrina de Cybo. 
Fue por estas fechas que comenzó su relación con su cuñada Ricciarda Malaspina, enemistada con su marido Lorenzo. La relación, conocida por éste, distanció a los hermanos. 

### Paulo III

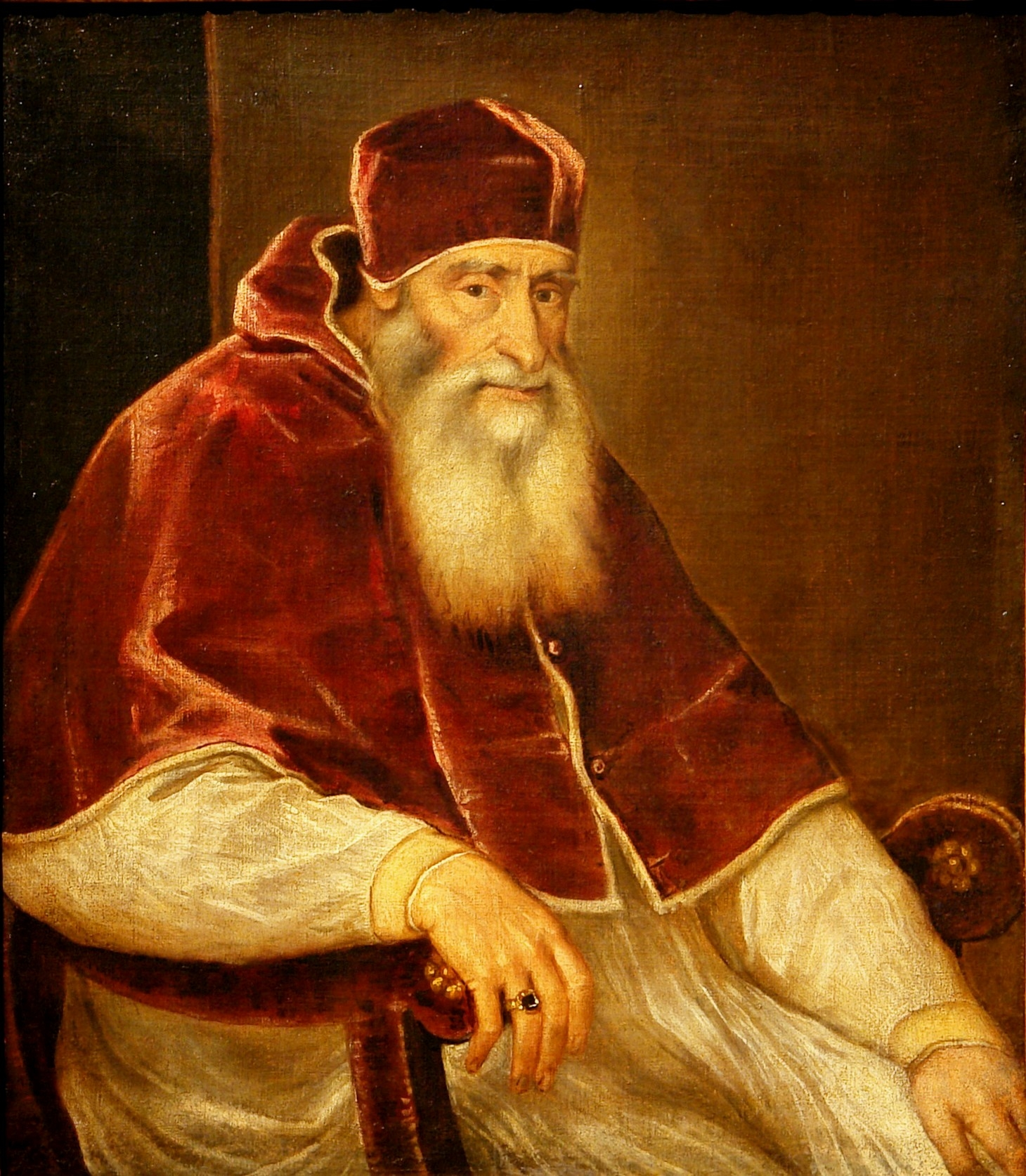
Paulo III.

Se encontraba en Carrara a finales de 1534 cuando llegaron noticias de la enfermedad del papa, y marchó a Roma, adonde llegó un mes antes de su muerte. 
En la sede vacante ocurrida antes del cónclave de 1534 Cybo tenía esperanzas de alcanzar el papado, y con el fin de asegurarse los votos necesarios buscó el apoyo de los cardenales electores ofreciendo entre sus familias una alianza matrimonial con su sobrina Giulia, hija de su hermana Caterina; no pudo ser, porque la muchacha ya estaba comprometida con Guidobaldo, hijo del duque Francesco Maria della Rovere, y su madre decidió seguir adelante con los planes previstos. 
El cónclave eligió a Paulo III, de la Casa de Farnese, que afín a los Borgia estaba enfrentado a los Médici; el mismo día de su elección, el nuevo papa instó por carta a Caterina para que retrasase la boda, que se había formalizado dos días antes; el asunto terminó ante el tribunal de la Cámara Apostólica, que declaró a las dos mujeres rebeldes a la Santa Sede y las privó del ducado de Camerino, que fue a parar a manos del sobrino del papa, Ottavio Farnese. 
Poco después llegó a Roma Filippo Strozzi, y en torno a él y a Ippolito de Médici se formó un poderoso grupo con los partidarios de abatir el gobierno del duque Alessandro en Florencia; las intrigas de estos y el odio hacia él del papa hicieron imposible la estancia de Cybo en Roma, que en abril de 1535 dejó la ciudad eterna para establecerse en el palacio Pazzi de Florencia. 
El gobierno de Florencia no era fácil: ayudado por su canciller Maurizio Albertani, el duque hacía frente a las constantes conspiraciones aplicando un gobierno despótico y férreo, y durante los dos años siguientes Cybo fue su hombre de confianza, haciendo uso de las artes e intrigas diplomáticas aprendidas en tantos años de corte, y quedando como su regente cuando a finales de año Alessandro marchó a Nápoles para entrevistarse con el emperador Carlos V, que volvía de la Jornada de Túnez, para volver prometido con su hija Margarita de Austria. 
Entretanto, su hermano Giovanni Battista, con Ippolito de Médici y el conde Ottavio della Genga tramaron una conjura contra el duque Alessandro. El plan era esparcir pólvora sobre el diván en el que solía descansar el duque y pegarle fuego. 
Descubierta la conjura, Giovanni Battista Cibo fue hecho preso, aunque liberado poco después contra el parecer de Innocenzo, que reclamaba una venganza. Todavía el benjamín tuvo tiempo de planear el secuestro de sus dos sobrinas, hijas de Ippolita, antes de marcharse solo a su diócesis de Marsella, de donde ya no volvió.
Por la misma época Innocenzo estuvo involucrado en otra intriga: los cardenales Giovanni Salviati, Niccolò Ridolfi e Hipólito de Médici conspiraban para apartar del gobierno de Florencia al duque Alejandro de Medici; Cybo instigó al poeta Francesco Berni para que se valiera de la confianza que tenía en la corte florentina para envenenar a Salviati, y ante la negativa de Berni, lo mandó matar.  Poco después era asesinado también Ippolito.
En 1537 el duque era asesinado por su pariente Lorenzino de Médici. La noticia de su muerte se mantuvo en secreto: el rey de Francia podía hacer valer su parentesco con Caterina de Médici para reclamar el ducado para el duque de Orleans, los españoles maniobraban para sujetar Florencia bajo el dominio imperial, el marqués del Vasto movía sus fuerzas hacia Florencia para garantizar su fidelidad al imperio, los fuorisciti amenazaban con rebelarse, Paulo III quería quitar a los Médici. 
El consejo de los 48 eligió como gobernador de Florencia a Cybo, que deseando prolongarse en el cargo empezó a maniobrar para nombrar sucesor en el ducado al hijo natural del difunto Alessandro, Giulio, de solo cuatro años de edad; sin embargo el consejo eligió como tal a Cósimo, que pese a la juventud de sus 17 años pronto se reveló como un estadista capaz y perspicaz. 
En 1538 Cybo marchó a la tregua de Niza con la que se cerraba la Guerra italiana de 1536-1538 con Francesco Campana. Arzobispo de Messina, cedió la diócesis de Tropea a Gerolamo Ghinucci. 
La tendencia filoespañola del cardenal, sus confianzas con el marqués de Aguilar y con los cardenales Ridolfi y Salviati, sus manejos del joven Médici Giulio, que el cardenal consideraba una garantía de estabilidad y el duque una amenaza a su poder, hicieron al duque Cósimo retirarle la confianza, y si bien las relaciones entre ambos siguieron siendo cordiales, no volvió a ocuparlo en asuntos de estado. 
En 1540 volvía a Lunigiana (Massa y Carrara), llevando consigo a Giulio.
Estuvo en el recibimiento que la ciudad de Génova, de donde era arzobispo, hizo al emperador en 1541. Se ocupó de sus asuntos personales, de la discusión entre Ricciarda y Lorenzo, de arreglar la boda de su sobrina Eleonora con el conde Fiesco. 
En 1542 el emperador le nombró cardenal protector de Alemania. El papa le reclamaba ahora a Roma, aunque el cardenal se excusaba con motivos de salud, temiendo una añagaza. No está claro si realmente lo era, pero en 1544 Paulo III amenazaba con privar a Cybo del capelo, lo mismo que al cardenal de Rávena Benedetto Accolti.

### Últimos años
Los últimos años fueron desastrosos para la familia. El joven e impetuoso Giulio Cybo, hijo de Ricciarda y Lorenzo, que había estado en Alemania al servicio de Carlos V, regresó a Italia reclamando que no le tenían provisto como correspondía; aliado con su padre Lorenzo metió a juicio a su madre y al cardenal, mientras Ferrante Gonzaga y Cosimo de Médici intentaban mediar, y por fin en 1546, con alguna artillería de Giannettino Doria, Giulio tomó por la fuerza Massa y Carrara. Por orden de Carlos V la devolvió al año siguiente, pero en 1548 se aliaba con los franceses para apoderarse de Génova, y descubierta la conjura, fue condenado a muerte.
Lorenzo, el hermano del cardenal, moría diez meses después. 
Del matrimonio de Eleonora, viuda ahora, con Chiappino Vitelli, boda promovida por el duque Cósimo contra la voluntad de los Cybo, nació cierto malestar entre el duque y el cardenal. 

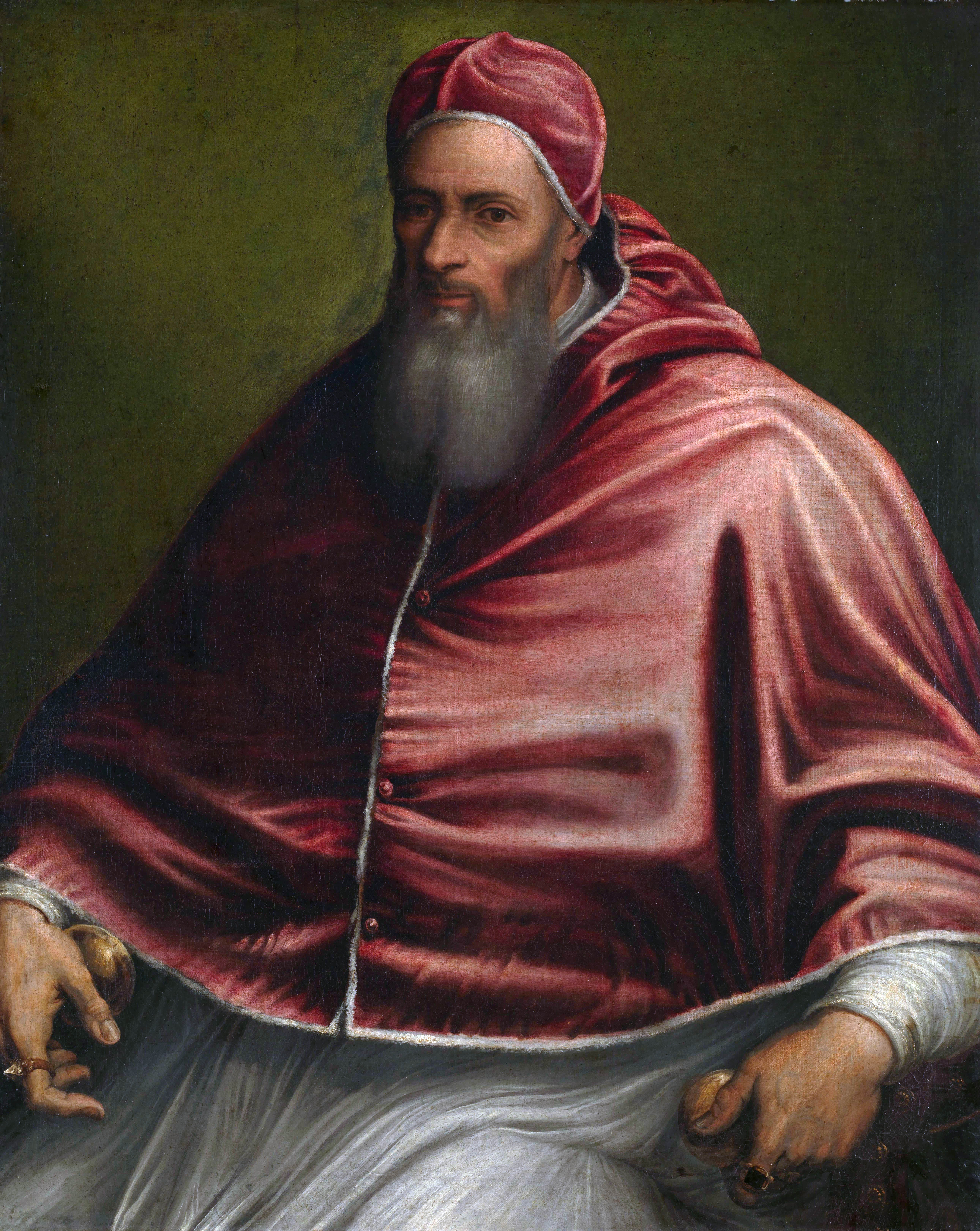
Julio III.

En noviembre de 1549 moría el papa Paulo III, y Cybo, que durante todo su pontificado había estado ausente de la corte papal, volvió a Roma con la esperanza de conseguir la tiara. Con 58 años y algunos achaques, seguía siendo ambicioso y tenía buenas relaciones con el emperador Carlos y con el duque de Florencia Cósimo, pero no con el Colegio Cardenalicio, que en el cónclave de 1549 eligió papa a Giovanni Maria Ciocchi del Monte; durante la celebración del mismo apareció un pasquín en el que se calificaba a Cybo como "el hombre más triste del mundo".
Como decano de los cardenales diáconos, Cybo presidió la ceremonia de coronación de Julio III en febrero de 1550; poco después optó por la diaconía de Santa Maria in Via Lata. 
Murió en abril del mismo año, y fue sepultado en el coro de la iglesia de Santa Maria sopra Minerva de Roma, donde todavía se conserva su lápida.
En su testamento nombró como herederos a sus hijos Clemente, Alessandro, Ricciarda y Elena, naturales pero legitimados. Algunos autores sugieren que esta última fue hija de su cuñada; otros apuntan que posiblemente también era hijo suyo Alberico, reputado como de su hermano Lorenzo. 
Por las mismas fechas moría en Francia su hermano Giovanni Battista; y en Capua su sobrino Ottavio. Alberico se casaba con Elisabetta Della Rovere, hija del duque de Urbino, con quien tendría a Alderano.